# Bohumil Kruliš

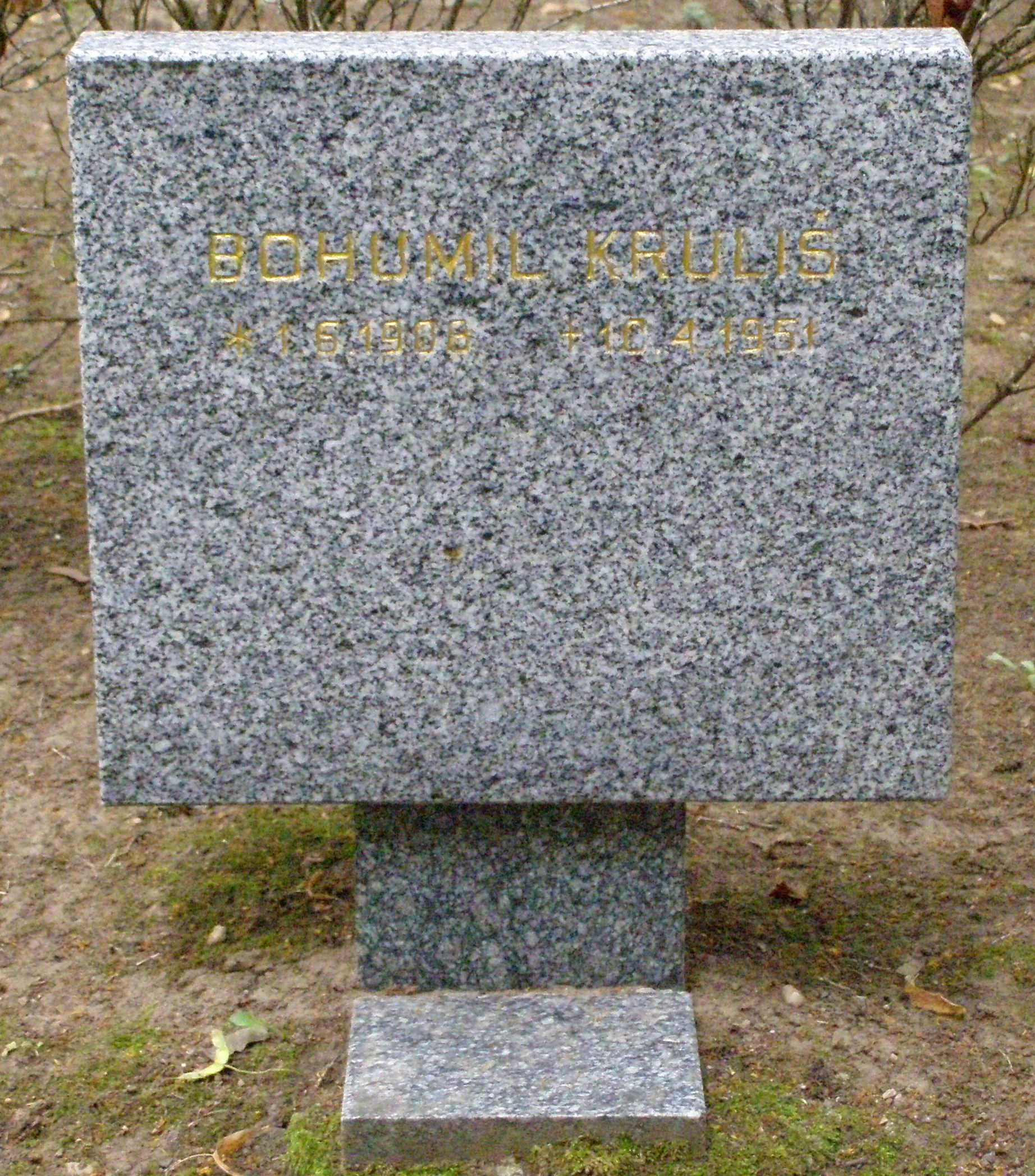
Symbolický hrob na Čestném pohřebišti popravených a umučených z padesátých let (III. odboj) na Ďáblickém hřbitově v Praze

Bohumil Kruliš (1. června 1908 Žleby – 10. dubna 1951 Věznice Pankrác) byl český dělník odsouzený v politickém procesu komunistickým režimem k trestu smrti a v roce 1951 popraven.

## Životopis
Narodil se v roce 1908 ve Žlebech. Živil se jako dělník. Během svého života byl osmnáctkrát odsouzen za drobné trestné činy.
Po komunistickém převratu se měl podle vyšetřovatelů zapojit do protikomunistického odboje a spolupracoval přitom s bratry Tomášem a Vladimírem Kořínkovými. Pravdivost těchto obvinění je však otazná.
V březnu 1950 došlo ve Žlebech k vraždě člena KSČ, čehož využila Státní bezpečnost, která v oblasti zahájila rozsáhlou protiodbojovou akci, neboť již předtím byli v oblasti aktivní odbojáři – v obci například došlo k několika požárům a někteří funkcionáři rovněž obdrželi výhružné dopisy. Rozsáhlé zatýkací akce se účastnila i armáda a zatčeny (a posléze i odsouzeny) byly desítky osob. V rámci této akce, zvané „Akce Teroristé“ byl poté zatčen i Kruliš. Nedlouho poté byl zatčen i jeho bratr Josef. Ve vazbě byl poté podroben mučení a brutálním výslechům.
V březnu 1951 byl ve veřejném politickém procesu označeném jako „Tomáš Kořínek a spol.“ konaném v Čáslavi za trestné činy velezrady a pomoc při pokusu o vraždu odsouzen spolu s bratry Kořínkovými k trestu smrti a konfiskaci veškerého majetku. Řada obvinění vůči němu přitom byla zcela vyfabulována či zveličena. Kruliš se následně neúspěšně odvolal a bez výsledku byla rovněž žádost o prezidentskou milost od prezidenta Klementa Gottwalda. Popraven byl v dubnu 1951. V procesu (a v navazujícím procesu „Jiří Klečka a spol.“) byly odsouzeny desítky dalších osob k dlouholetým trestům odnětí svobody.
Politický charakter celého procesu přibližuje část vyneseného rozsudku: „Na jedné straně lidově demokratická republika, jejíž právní řád nás učí a vychovává k poctivé práci a k vyšší morálce dle vzoru sovětského občana – na druhé straně dnes souzená skupinka representuje výsledek a cíl výchovy kapitalistické společnosti. Na jedné straně pracující lid se snaží za vedení Sovětského svazu napravit to, co napáchala fašistická okupace, a učíme se vyšší formě demokracie – na druhé straně západní imperialisté pokračují tam, kde nacistický fašismus v r. 1945 po úderu Rudé armády byl umlčen. Zatím, co se ještě nezahojily rány způsobené nacistickými koncentračními tábory, západní váleční štváči propouštějí tvůrce koncentračních táborů a nacistické generály z vazby, aby na povel z Wall Streetu pochodovali opět na východ a šířili tam svoji fašistickou kulturu ve formě plynových komor za americké dolary. Tyto skutečnosti nemohou západní imperialisté vyvrátiti, a proto importují do naší republiky svoje špiony a vrahy a proto se obracejí na Kořínky, Kruliše a Stoupy.“
Rehabilitován byl během hromadné rehabilitace v případu v roce 1968. Kdo za odbojovou činností v oblasti stál není v řadě případů dodnes jasné, a jakou přesně roli, či zda vůbec nějakou, v ní sehrál Kruliš, není zřejmé.